# 4624 Stefani
4624 Stefani este un asteroid din centura principală, descoperit pe 23 martie 1982 de Carolyn Shoemaker.